# Graham-Paige

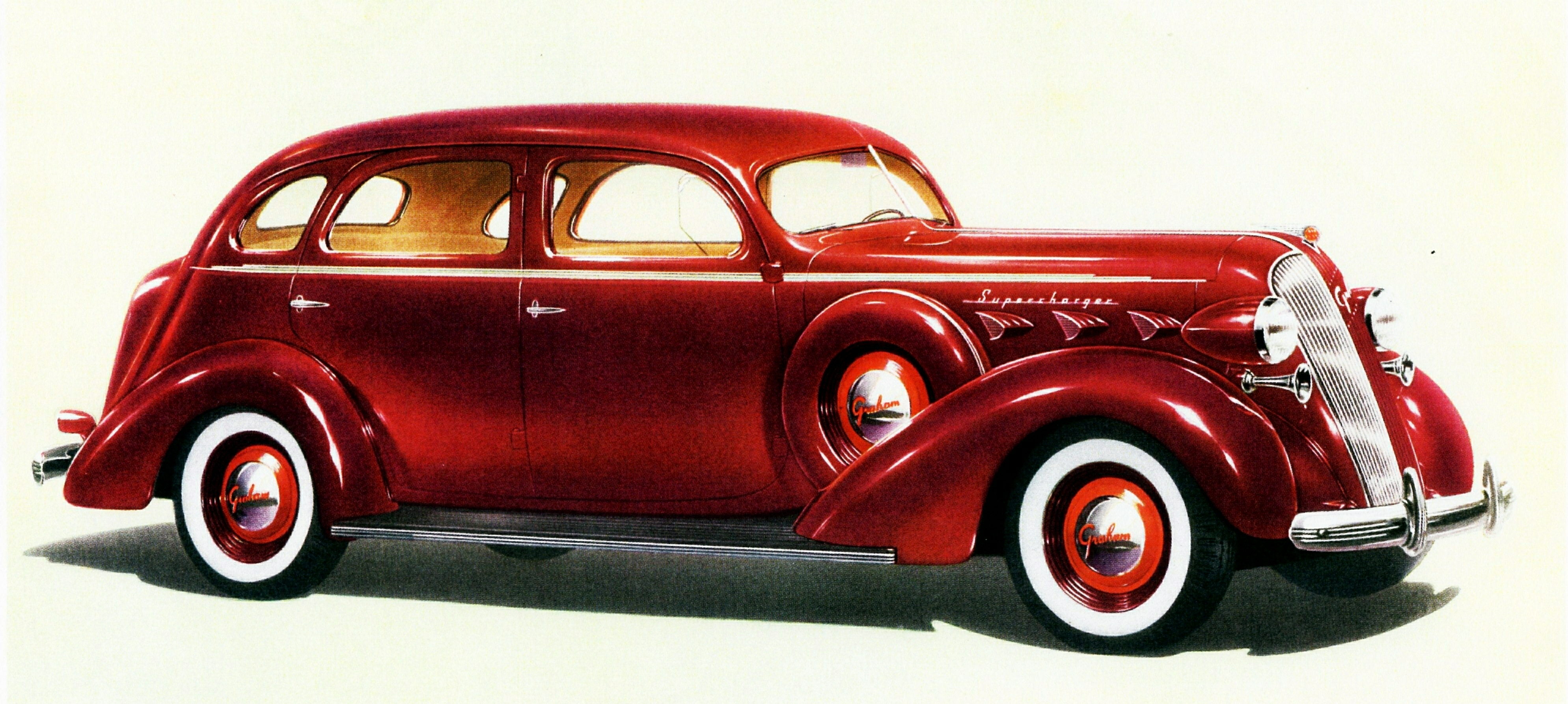
una Graham-Paige del 1937

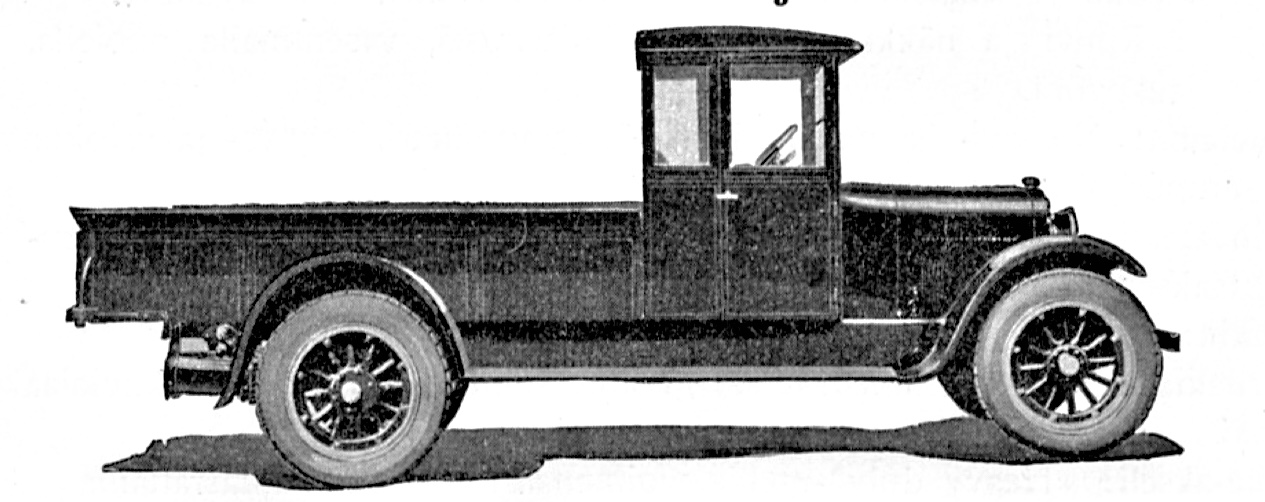
una Graham Brothers CB del 1926

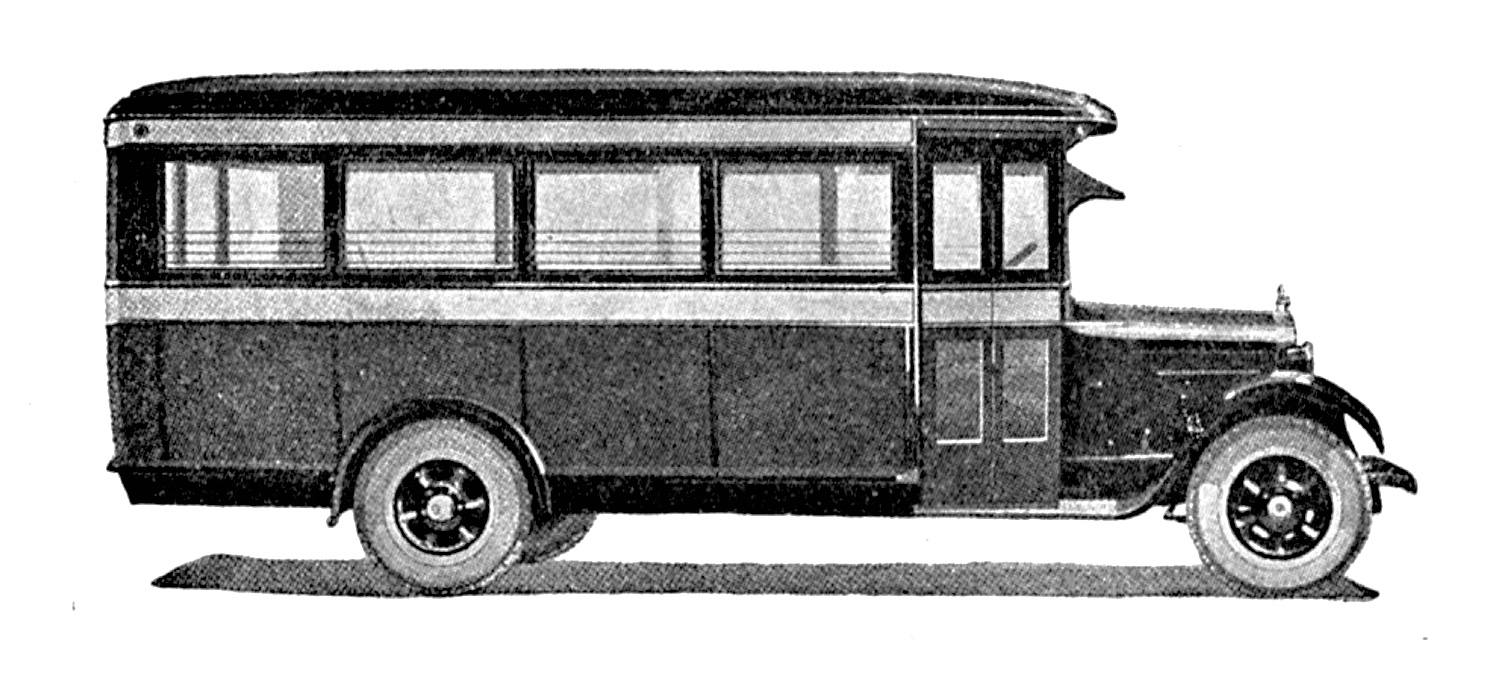
una Graham Brothers Omnibus Type 202 del 1926

La Graham-Paige è stata una casa automobilistica statunitense attiva tra gli anni '20 e gli anni '40 del XX secolo.

## Storia della società
Nel 1919 i fratelli Joseph B. Graham (12 settembre 1882–luglio 1970), Robert C. Graham (agosto 1885–3 ottobre 1967) e Ray A. Graham (28 maggio 1887–13 agosto 1932), già imprenditori nel settore del vetro, costituirono una società, la Graham Brothers, per costruire e commercializzare kit per trasformare le allora diffusissime Ford Model T in autocarri leggeri.
In seguito costruirono camion e veicoli commerciali con il proprio marchio.
La marca Graham Brothers ebbe vita fino al 1929, quando fu acquisita dalla Chrysler Corporation.

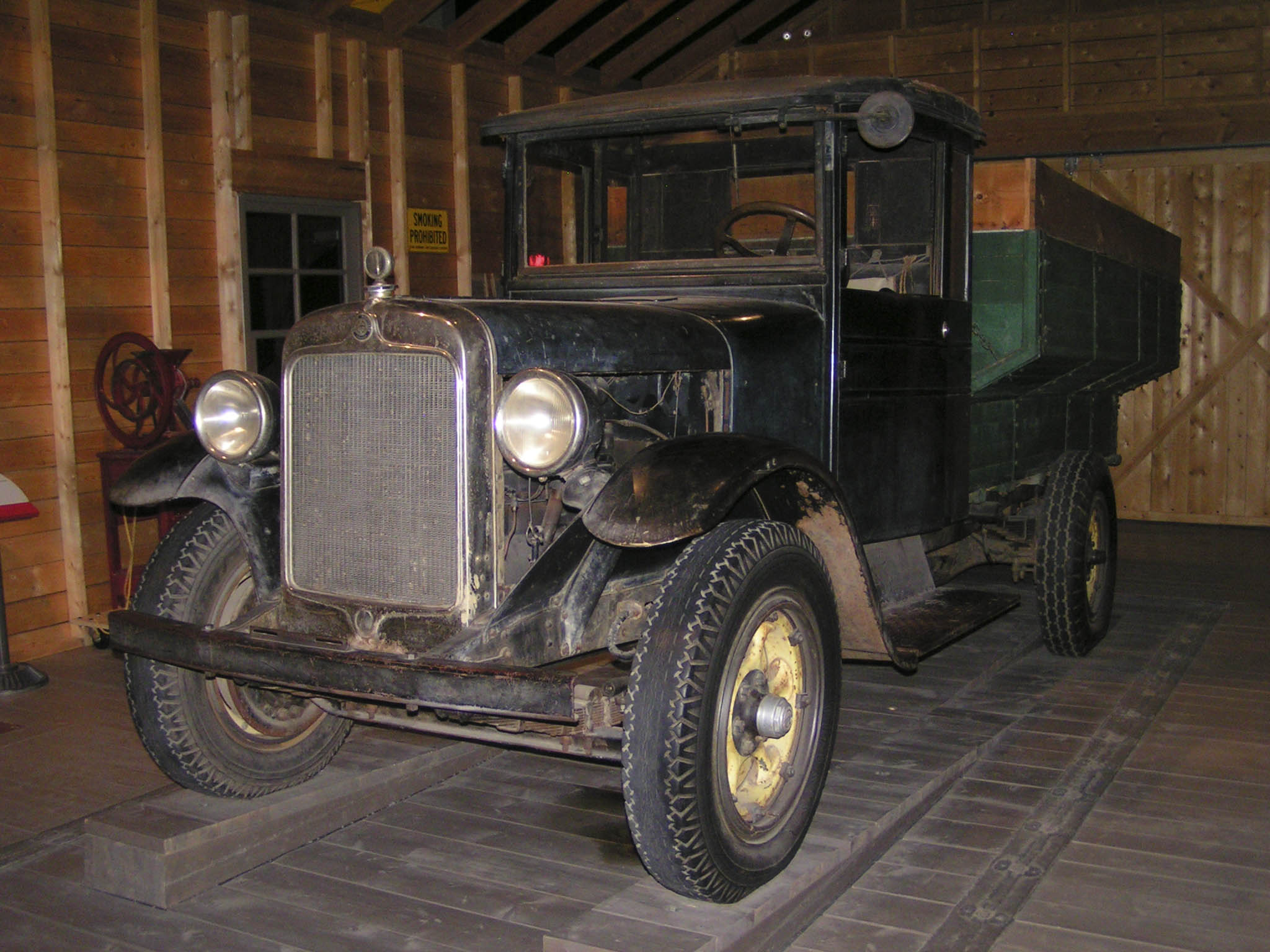
un autocarro Graham Brother (1928)

Nel 1927 con l'acquisizione, per la somma di 3,5 milioni di dollari, della Paige-Detroit Motor Company, che produceva le automobili Paige and Jewett, l'azienda cambiò il suo nome in Graham-Paige e iniziò a produrre e vendere automobili con questo marchio distinguendosi da subito per l'elevata qualità di fabbricazione e il lusso degli allestimenti.
La nuova azienda Graham-Paige produceva in sede la quasi totalità dei telai, dei componenti per i motori e delle carrozzerie, in questo distinguendosi dalla Paige che invece preferiva acquistare le carrozzerie da fornitori esterni.
Per fare ciò i fratelli Graham comprarono la Wayne Body Company di Wayne in Michigan espandendone la capacità produttiva. Tuttavia non possedevano una fonderia per cui stipularono accordi di fornitura per le parti fuse dei motori con la Continental. I motori erano cumunque progettati dagli ingegneri della Graham-Paige. Dopo la seconda guerra mondiale la Continental continuò a produrre motori progettati dalla Graham-Paige che andarono ad equipaggiare diversi modelli Kaiser-Frazer postbellici.
La crisi del 1929 colpì la Graham-Paige come la quasi totalità delle aziende del settore ma l'azienda si risollevò malgrado il calo delle vendite.
La produzione di automobili cessò nel 1940, mentre le attività nel settore automobilistico furono cedute alla Kaiser-Frazer nel 1947.
Il nome Graham-Paige continuò come società fino al 1962.

## Galleria d'immagini

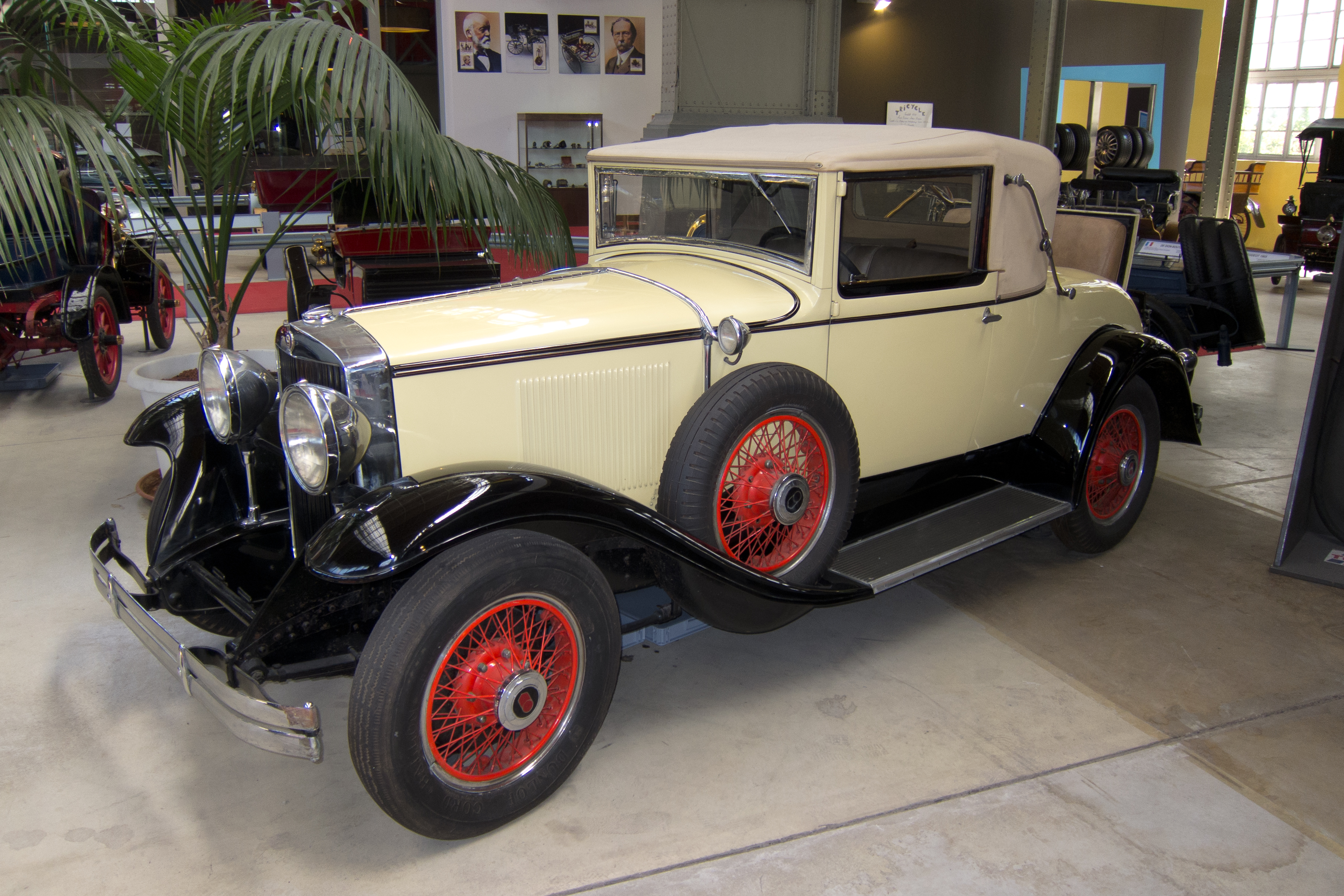
Graham-Paige Model 621 (1929)
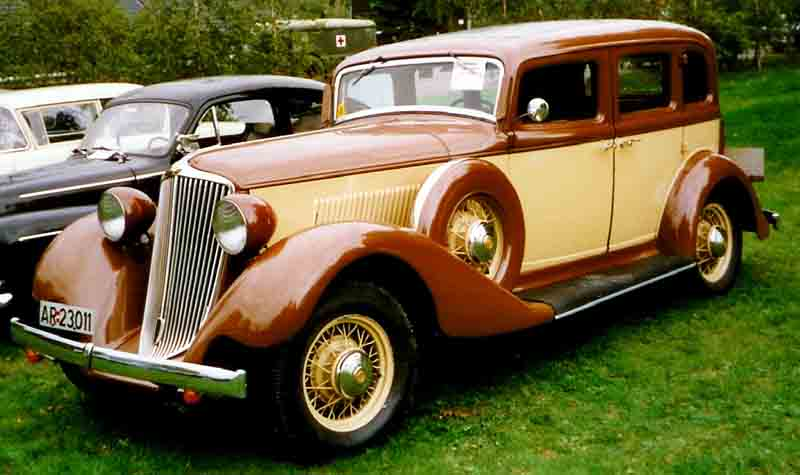
Graham-Paige Streak (1932)
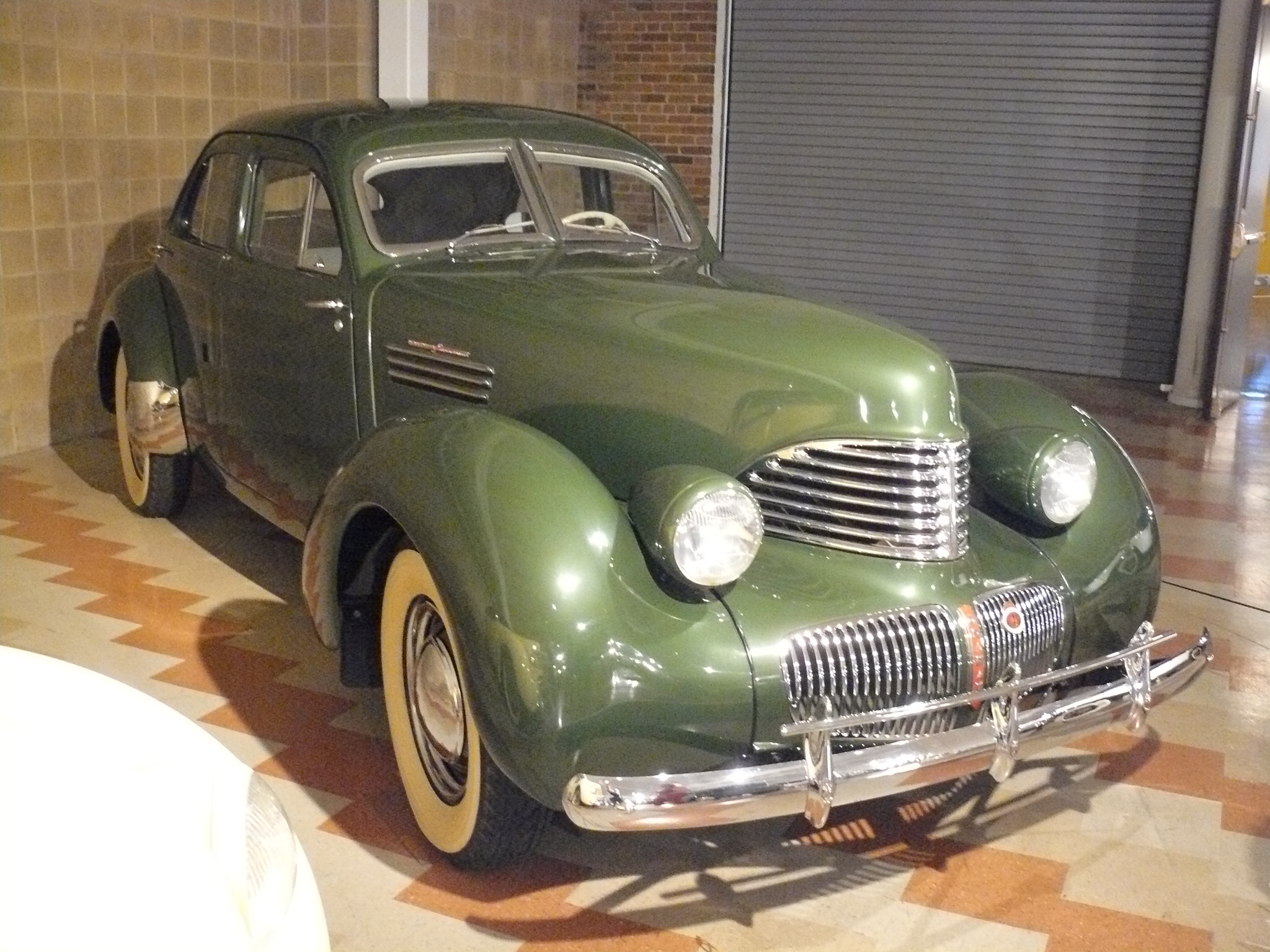
Graham Hollywood (1941), l'ultima vettura con il nome Graham
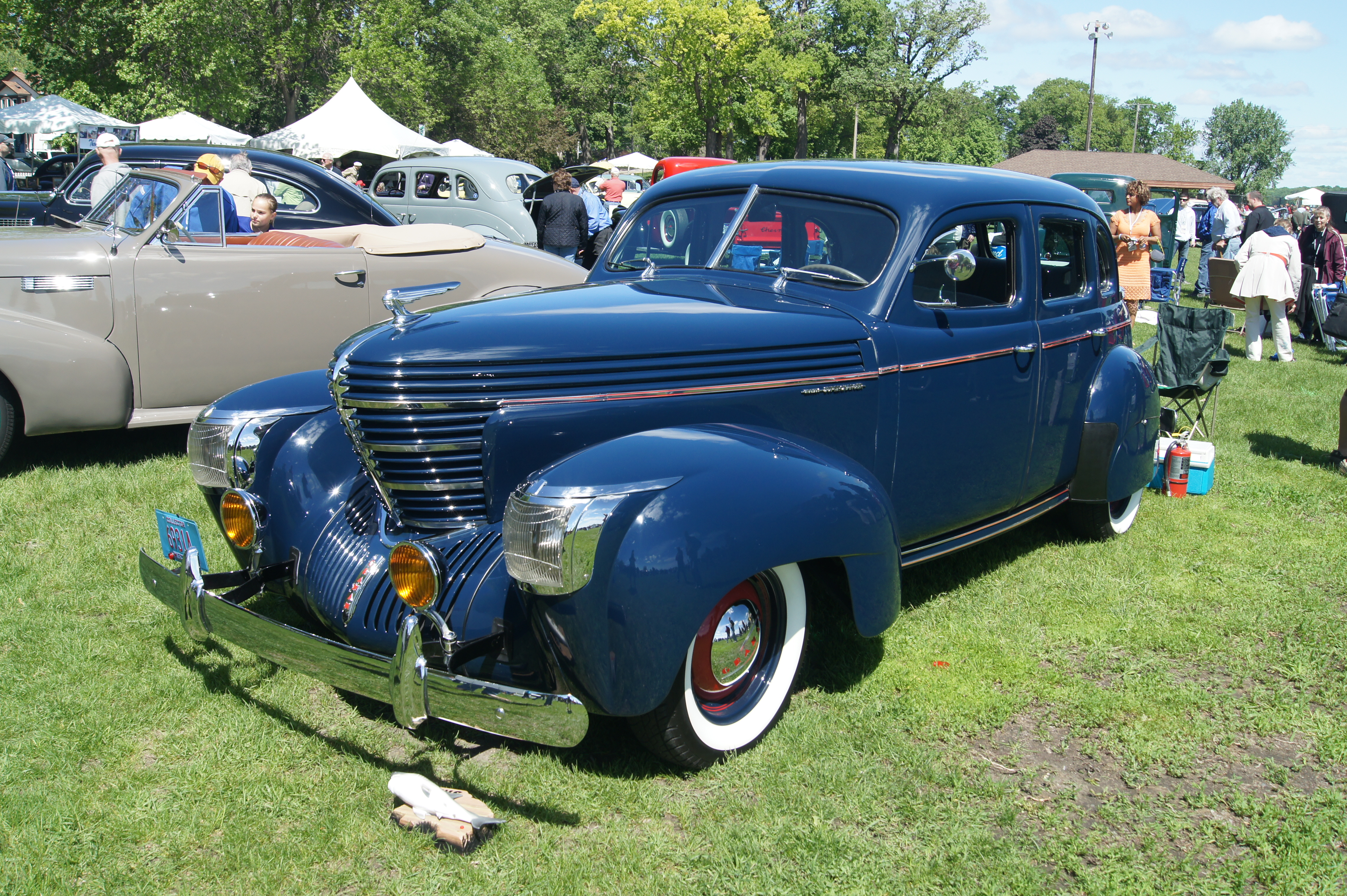
Graham Sedan del 1939 (soprannominata Sharknose, naso di squalo)
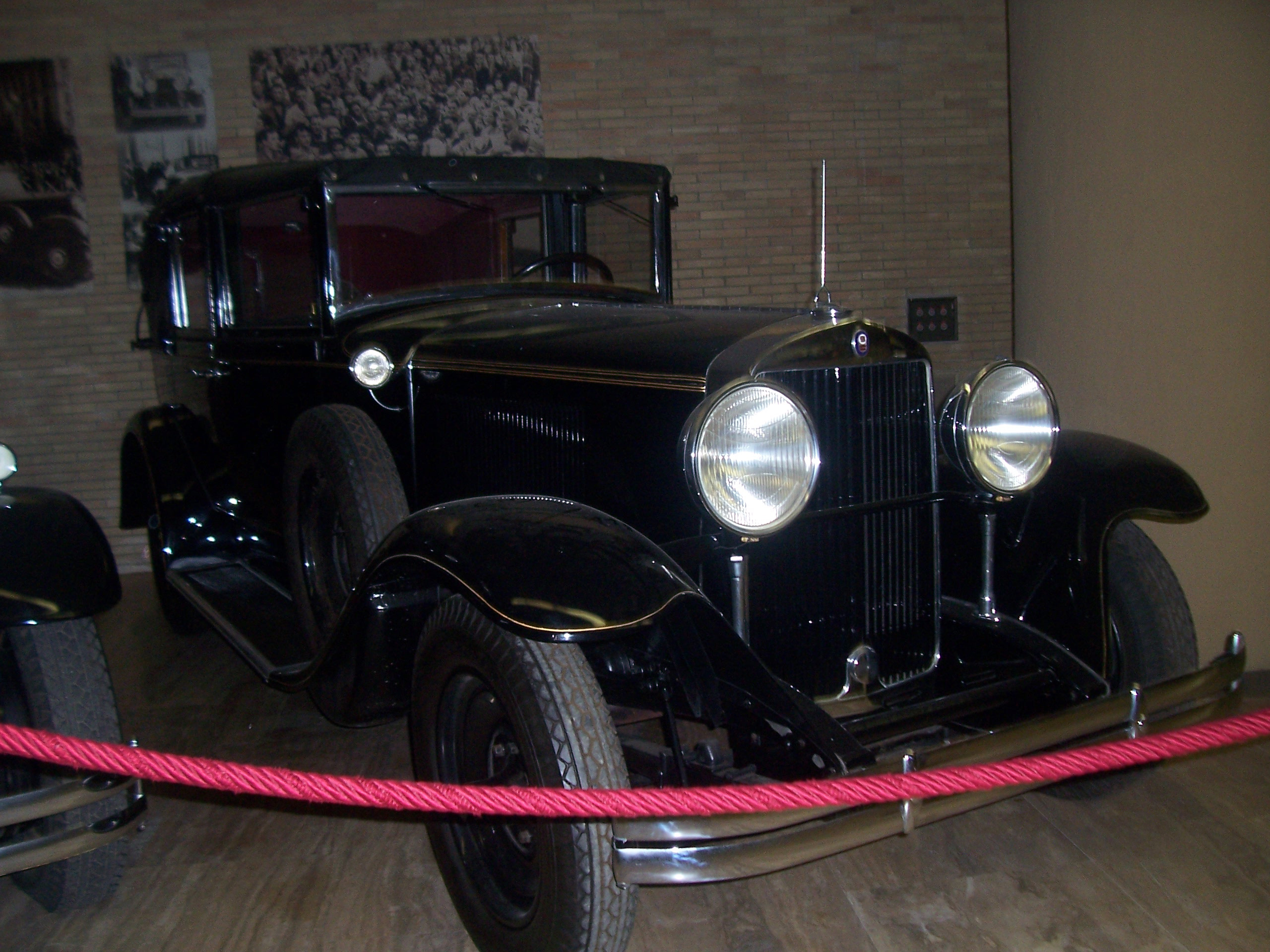
La Graham-Paige 837 di Pio XI esposta al Padiglione delle Carrozze, all'interno dei Musei Vaticani